# Ferran Costa Marimon
Ferran Costa Marimon (Mataró, 14 de septiembre de 1970) es un político, empresario y lingüista andorrano. 
Fue parlamentario en el Consejo General de Andorra desde 2015 hasta febrero del 2023. Fue presidente del Grupo Parlamentario Liberal durante la VIII Legislatura.
Actualmente, es embajador del Principado de Andorra en Liechtenstein, así como en la Oficina de las Naciones Unidas y otras organizaciones internacionales en Ginebra.

## Biografía

### Educación
Es licenciado Magna cum laude en Relaciones Internacionales por Knox College (Illinois), tiene un máster de lingüística aplicada por la Universidad de Lérida, un postgrado en Gestión de pequeñas y medianas empresas por Escuela Superior de Administración y Dirección de Empresas (ESADE). Ferran Costa es doctor en lingüística aplicada por la Universidad de Andorra.

### Trayectoria política
Ferran Costa fue militante de Liberales de Andorra desde 2009 hasta junio del 2022, partido donde ostentó el cargo de secretario general desde abril de 2012 hasta mayo de 2015. Fue elegido consejero general en las Elecciones al Consejo General de Andorra de 2015. Durante la VII legislatura, Costa, además de presidir la Comisión Legislativa de Educación, Cultura, Juventud y Deportes, fue miembro de la Comisión Legislativa de Asuntos Sociales desde marzo de 2015 a diciembre de 2017, miembro de la Comisión Legislativa de Economía de enero de 2018 a febrero de 2019 y miembro de la Comisión Permanente desde mayo de 2015 hasta febrero de 2019.
Fue elegido nuevamente consejero general en las Elecciones al Consejo General de Andorra de 2019. Durante la VIII legislatura, preside la Comisión Legislativa de Educación, Investigación, Cultura, Juventud y Deportes; así como de la Agencia de Calidad de la enseñanza superior de Andorra (AQUA). Desde mayo de 2019, Ferran Costa es jefe de la delegación del Consejo General de Andorra en la OSCE-PA y miembro de la delegación en la UIP.
En lo que se refiere a las misiones diplomáticas, Costa ha participado como delegado de la OSCE-PA en las misiones de control de procesos electorales durante las Elecciones presidenciales de Estados Unidos de 2020 y también en las elecciones legislativas de 2021 en Uzbekistán.
El 16 de agosto del 2023, el presidente del Gobierno de Andorra, Xavier Espot, nombra a Ferran Costa Marimon, embajador del Principado de Andorra en las Oficinas de las Naciones Unidas y otras organizaciones internacionales en Ginebra.
En el mismo sentido, el 6 de septiembre del 2023, el Gobierno de Andorra, nombra Ferran Costa Marimon, embajador extraordinario del Principado de Andorra en el Principado de Liechtenstein.

### Trayectoria profesional
Es gerente de la escuela de lenguas inlingua Andorra desde 1996 y miembro del Consejo de Administración de inlingua Internacional, con sede en Berna (Suiza). Fue elegido presidente del consejo de Administración de inlingua International AG, cargo que ostenta desde junio de 2019.

### Voluntariado
Desde 2014 forma parte del Grupo de Investigación en Lenguas de la Universidad de Andorra, que estudia los usos lingüísticos de manera amplia y transversal, con especial énfasis en las particularidades del uso del catalán en Andorra.